# Jean Prévost
Jean Prévost (Delémont, 4 luglio 1585 – Padova, 3 agosto 1631) è stato un medico e botanico svizzero, noto anche come Johannes Praevotius o Prevozio.

## Biografia
Venne educato dai Gesuiti in Borgogna e in Germania, dedicandosi a studi umanistici e filosofici.
Nel 1604 fu a Padova dove studiò medicina diventando allievo dei celebri Ercole Sassonia e Girolamo Fabrici d'Acquapendente che lo volle come massaro di anatomia.
Divenuto ben presto famoso per la sua abilità di medico, nel 1613 ottenne la cattedra di Lettura del III libro di Avicenna succedendo a Andrighetto Andrighetti.
Nel 1616 passò alla cattedra di Medicina pratica straordinaria in secondo luogo.
Morto Prospero Alpini fu nominato Prefetto dell'orto botanico e gli fu affidato anche l'insegnamento di Ostensio simplicium.
Infine, nel 1620 passò alla cattedra di Medicina pratica in primo luogo che tenne fino alla morte che fu causata dall'epidemia di peste che imperversò a Padova nel 1631.
Celebre soprattutto come medico, fu anche un buon botanico tanto che gli venne dedicato il genere Praevotia Adans.
Le sue opere mediche, molte delle quali pubblicate postume, ebbero molteplici edizioni e larga fama per tutto il '600.
Fu sepolto nella chiesa di Sant'Antonio e la Natio Germanica fece dipingere il suo stemma al Palazzo del Bo'.

## Opere principali

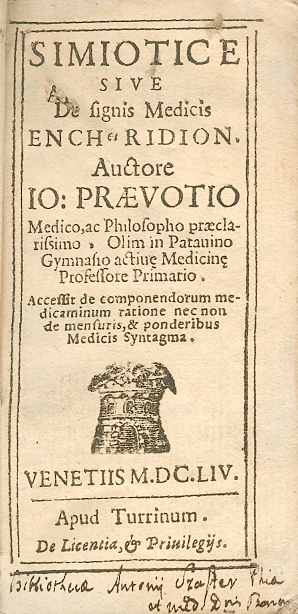
Simiotice sive

- De remediorum tum simplicium, tum compositurum materia 1611.
- Medicina pauperum mira serie continens remedia ad aegrotos cuiuscunque generis persanandos aptissima, facile parabilia, extemporanea, & nullius, vel perexigui sumptus. Huic pauperum thesauro adiungitur. Eiusdem auctoris libellus aureus de venenis 1641.
- De compositione medicamentorum libellus 1649.
- Hortulus medicus selectioribus remediis ceu flosculis versicoloribus refertus 1681.
- Simiotice sive de signis medicis ench et ridion 1654.
- De morbosis veteri passionibus tractatio 1669.